# 掛下知恵子
掛下 知恵子（かけした ちえこ、1950年 - ）は、日本のテレビプロデューサー 。

## 人物・略歴
- 東京都出身。立教大学社会学部卒業。1972年にNETテレビ（テレビ朝日）に入社。
- 制作局情報・バラエティの部門で、バラエティやドキュメンタリーのディレクターとして様々な番組を担当。
- 初期のハイビジョン番組も取り組む。
- 1991年SJWRT「放送界で働く女性の会」　会長。
- 「新しい生き方」をテーマとした講演依頼も多い。

## テレビ番組

### 過去
- 料理バンザイ!
- 人生の楽園
- 渡辺篤史の建もの探訪（AP）

### 受賞歴
- 2001年 全日本テレビ番組製作社連盟　ATP賞優秀賞受賞。
- 2003年 第11回橋田賞受賞